# Fondul European pentru Afaceri Maritime, Pescuit și Acvacultură
Fondul European pentru Afaceri Maritime, Pescuit și Acvacultură (FEAMPA) este un fond special al comunității europene care finanțează industria pescuitului și comunitățile din zonele de coastă, pentru a le ajuta să se adapteze la condițiile în permanentă schimbare și să-și consolideze poziția economică și durabilitatea ecologică.
FEP dispune de un buget de 4,3 miliarde de euro pentru perioada 2007 - 2013.
Fondurile sunt disponibile pentru toate ramurile acestui sector - pescuitul maritim și continental, acvacultura (creșterea peștilor, a crustaceelor și a plantelor acvatice) și prelucrarea și comercializarea produselor din pescuit.
Se acordă o atenție deosebită comunităților de pescari cel mai puternic afectate de schimbările recente din acest sector.